# TC Pista
A TC Pista (TCP) é uma categoria de stock car disputada na Argentina. A categoria foi criada em 1995, pela Associação de Pilotos da Turismo Carretera (ACTC) como uma categoria escola, para receber pilotos vindos de categorias regionais e prepará-los para disputar a TC. A TC Pista também serviu para auxiliar a TC a evacuar vários pilotos que não podiam mais correr a Turismo Carretera após o fim das corridas em estradas e circuitos semipermanentes em 1994. A categoria utiliza carros similares aos utilizados na TC, porém com motores de menor potência.
Atualmente, o campeonato é definido por meio de um sistema de mata-mata, chamada Copa de Prata (Copa de Plata), que também outorga acesso a Turismo Carretera.

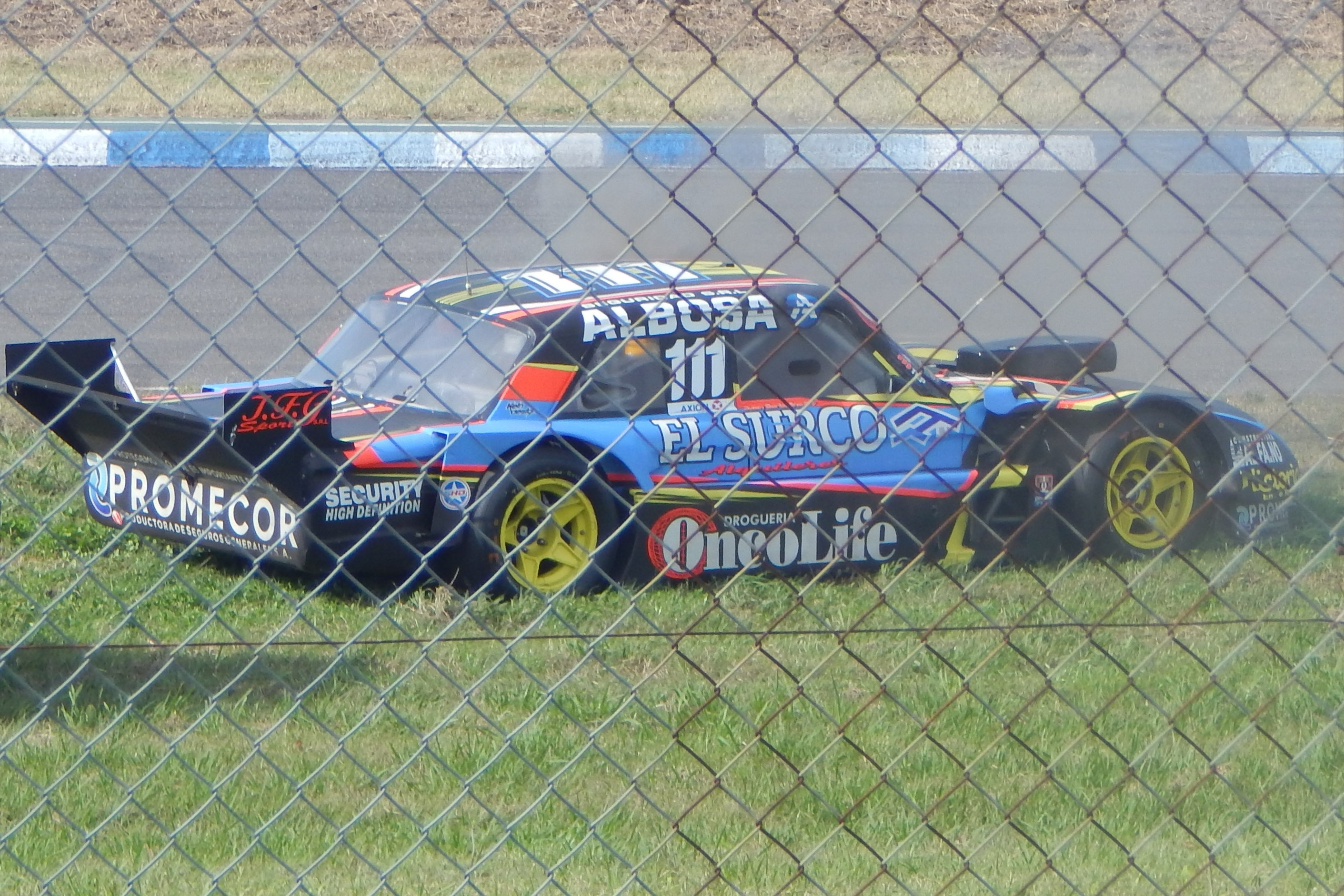
Dodge-Cherokee de Juan Francisco Garbelino, 2019

## História
Em 1995, a Associação de Pilotos da Turismo Carretera (ACTC) cria a TC Pista, primeiramente idealizada para oferecer um espaço mais acessível para pilotos que não conseguiam participar com regularidade das temporadas da Turismo Carretera (TC). Com o tempo, a TC Pista se tornou a categoria escola da Turismo Carretera. Os regulamentos seriam similares aos da TC, porém, com motores mais restritos, com menor potência. Em sua primeira temporada, foram realizadas duas etapas de exibição ao fim da temporada regular da Turismo Carretera, se utilizando de carros fora de uso na TC em anos anteriores. Ruben Muñiz venceu a primeira temporada da categoria, com um Ford Falcon.
A Dodge retornou ao primeiro plano do automobilismo argentino, com a fabricante vencendo as temporadas de 1996 (Guillermo Tambucci) e 1997 (José Luis Firmani). Em 1998, Roberto Rivas vence com a Chevrolet, garantindo o primeiro título da marca na TC Pista. Entre 1999 e 2001, a Ford e a Chevrolet, com Fabrizio Benedetti em 99 (Ford) , Alejandro Ramón em 2000 (Chevrolet)  e Javier Bernardini em 2001 (Ford).
A partir do título de Bernardini em 2001, a Ford dominou a categoria até 2004, com José Savino em 2002 , Lionel Ugarde em 2003  e Maximiliano Juan em 2004. A temporada de 2004 foi a que teve o maior número de inscritos de sua história, com 60 inscritos. Devido a este alto número, a ACTC decidiu dividir a TC Pista em dois torneios, a TC Pista A (que continuaria como a categoria escola principal) e a TC Pista B (que seria a categoria escola da Top Race). Em 2005, a TC Pista B se tornaria a TC Mouras.
Em 2005, a Dodge dá fim ao domínio da Ford na TC Pista, com Jonatan Castellano vencendo com um Dodge Cherokee. No ano seguinte, Juan Bautista de Benedictis vence o título da TC Pista, retomando o título para a Ford.
A temporada de 2007 foi marcada pela polêmica na definição do campeonato. A situação se produziu quando Juan Marcos Angelini foi desclassificado após problemas na compressão do motor Cherokee de sua Dodge. O título ficou com Próspero Bonelli, que pilotava um Ford Falcon.
A temporada de 2008 também foi marcada por mais polêmicas, quando a ACTC exigiu de José Maria Lopéz corresse na TC Pista antes de correr na Turismo Carretera (mesmo com Lopéz já tendo superlicença - que autoriza o piloto a correr na Fórmula 1), que acabou adiando sua estreia na categoria para 2009, sem passar pela TC Pista. Esta temporada também sagrou Agustín Canapino como campeão pela Chevrolet, sendo o piloto mais jovem a vencer a categoria em sua história, com 18 anos.
Em 2009, a ACTC implementou o sistema de mata-mata chamado de Copa de Prata (Copa de Plata), similar ao já utilizado na Turismo Carretera. A Copa de Prata tem como prêmio, além do título da TC Pista, o acesso a TC. Nessa temporada, Tomás Urretavizcaya leva a temporada, pela Chevrolet.  Já na temporada seguinte, Mauro Giallombardo leva o título, pela Ford. Giallombardo teve outorgada sua passagem para a TC, porém, decidiu ficar um ano a mais na TC Pista.

## Marcas
- Ford - Ford Falcon
- Chevrolet - Chevrolet Chevy
- Dodge - Dodge Cherokee
- Torino - IKA Torino Cherokee

### Títulos por Marca
| Marcas  |   |   |    |   |
| Títulos | 7 | 5 | 14 | 3 |

## Campeões
| Ano  | Piloto                      | Marca           |
| ---- | --------------------------- | --------------- |
| 1995 | Rubén Muñiz                 | Ford Falcon     |
| 1996 | Guillermo Tambucci          | Dodge GTX       |
| 1997 | José Luis Firmani           | Dodge GTX       |
| 1998 | Roberto Rivas               | Chevrolet Chevy |
| 1999 | Fabrizio Benedetti          | Ford Falcon     |
| 2000 | Alejandro Ramón             | Chevrolet Chevy |
| 2001 | Javier Bernardini           | Ford Falcon     |
| 2002 | José Savino                 | Ford Falcon     |
| 2003 | Lionel Ugalde               | Ford Falcon     |
| 2004 | Maximiliano Juan            | Ford Falcon     |
| 2005 | Jonatan Castellano          | Dodge-Cherokee  |
| 2006 | Juan Bautista De Benedictis | Ford Falcon     |
| 2007 | Próspero Bonelli            | Ford Falcon     |
| 2008 | Agustín Canapino            | Chevrolet Chevy |
| 2009 | Tomás Urretavizcaya         | Chevrolet Chevy |
| 2010 | Mauro Giallombardo          | Ford Falcon     |
| 2011 | Leonel Sotro                | Ford Falcon     |
| 2012 | Luciano Ventricelli         | Ford Falcon     |
| 2013 | Nicolás Pezzucchi           | Dodge-Cherokee  |
| 2014 | Camilo Echevarria           | Chevrolet Chevy |
| 2015 | Esteban Gini                | Torino-Cherokee |
| 2016 | Nicolás Cotignola           | Torino-Cherokee |
| 2017 | Valentín Aguirre            | Dodge-Cherokee  |
| 2018 | Juan Cruz Benvenuti         | Torino-Cherokee |
| 2019 | Diego Ciantini              | Chevrolet Chevy |
| 2020 | Ayrton Londero              | Ford Falcon     |
| 2021 | Kevin Candela               | Ford Falcon     |
| 2022 | Otto Fritzler               | Ford Falcon     |
| 2023 | Tobías Martínez             | Chevrolet Chevy |

## Ver Também
- Turismo Carretera
- TC Mouras
- TC Pista Mouras